# Nicole Wallace
Nicole Alejandra Wallace del Barrio (Madrid, 22 marzo 2002) è un'attrice spagnola di origine statunitense.
È conosciuta soprattutto per aver interpretato il ruolo di Nora Grace in Skam España, remake della serie norvegese Skam, di Noah nei film "È colpa mia?" e "È colpa tua?", basati sull'omonimo romanzo di Mercedes Ron, e di Alma nella serie Ni una más.

## Biografia
Nicole Alejandra Wallace del Barrio è nata e cresciuta a Madrid, in Spagna. Suo padre è statunitense e, per questo motivo, Wallace parla fluentemente sia lo spagnolo che l'inglese. Ha anche una sorella maggiore, Chloé, che è regista, scrittrice e fotografa, e ha diretto la serie Netflix, A Perfect Story, con Anna Castillo. È cresciuta imparando a suonare il violino e il pianoforte e ha preso lezioni di canto fin dalla tenera età; inoltre ha praticato anche hip-hop, funk e danza moderna per più di 8 anni. Wallace sta studiando psicologia attraverso un programma di apprendimento a distanza, pur continuando la sua carriera di attrice.
Nel 2018 è stata scelta per interpretare il ruolo di Nora Amalia Grace nella serie TV Skam España. È apparsa in riviste come SModa, Glamour e Vogue. Nel 2021 ha preso parte alla serie di TVE HD, Parot. Nel 2023, ha debuttato come protagonista nel film È colpa mia?, basato sul libro di Mercedes Ron insieme all'attore Gabriel Guevara(con cui ha avuto un flirt), uscito su Prime Video. Nel 2024 è protagonista della nuova miniserie Ni una más prodotta da Netflix, basata sul romanzo dello scrittore Miguel Sáez Carral.
Per ora risulta single.

## Filmografia

### Cinema
- È colpa mia?, regia di Domingo Gonzàlez (2023)
- Vera, regia di Steffy Argelich (2023)
- È colpa tua?, regia di Domingo Gonzàlez (2024)

### Televisione
- Skam España – serie TV, 41 episodi (2018-2020)
- Parot – serie TV, 10 episodi (2021)
- Ni una más – serie TV, (2024)

## Doppiatrici italiane
Nelle versioni in italiano delle opere in cui appare, Nicole Wallace è stata doppiata da:
- Flora Bonafede in È colpa mia?[9], È colpa tua?
- Vittoria Bartolomei in Ni Una Más